# China nos Jogos Olímpicos de Verão de 1988
A China participou dos Jogos Olímpicos de Verão de 1988 em Seul, na Coreia do Sul. Conquistou cinco medalhas de ouro, onze de prata e doze de bronze, somando vinte e oito no total. Ficou na décima primeira posição geral.